# Kras Air
Kras Air är ett ryskt flygbolag som flyger bland annat Iljusjin Il-86-flygplan.

## Koder
- IATA kod: 7B
- ICAO kod: KJC
- Anropssignal: Krasnoyarsk Air

## Flygflotta
Kras Airs flotta består av följande flygplan:
- 2st Iljusjin Il-76 TD
- 4st Iljusjin Il-86
- 2st Iljusjin Il-96
- 15st Tupolev Tu-154 M
- 1st Tupolev Tu-204-100
- 1st Tupolev Tu-214
- 6st Boeing 737-300
- 4st Boeing 767-200